# Río Nazas
Der Río Nazas ist ein Fluss im Norden Mexikos auf dem Gebiet der Staaten Coahuila und Durango, das Teil des Bolsón de Mapimí ist.
Er erhielt seinen Namen, als die Spanier während der Eroberung Mexikos sahen, wie die Ureinwohner am Ufer des Flusses mit einigen körbchenähnlichen Artefakten fischten, deren spanischer Name „nasa“ lautet, weshalb er „Fluss der Nazas“ genannt wurde.

## Geografie
Der Rio Nazas entspringt im oberen Teil der Sierra Madre Occidental, in der Gemeinde Indé, Durango, und endet in der Laguna de Mayrán, in der Gemeinde San Pedro, Coahuila. Er ist 560 km lang und bewässert eine Fläche von 71.906 km² mitten in der Wüste. Die Nazas werden auch von den Flüssen San Juan, Ramos, Potreritos, del Oro, Nazas, Santiago, Tepehuanes und Peñón Blanco bewässert. Tlahualilo („Der Teufel“) ist ein alter Name für diesen Strom und erscheint wegen seiner mächtigen Fluten passend.
Der Fluss teilt die Städte Gómez Palacio in Durango und Torreón in Coahuila. Die Stadt Torreón ist nach einem Turm benannt, der in der Gegend von Pedro Santa Cruz, dem Verwalter von Leonardo Zuloagas, gebaut wurde, um den Wasserstand der Nazas von weitem zu beobachten.
Die Nazas sind seit Mitte des 19. Jahrhunderts eine der wichtigsten natürlichen Ressourcen, die die Entwicklung der Lagunenregion ermöglichen.
Alles Wasser wird in den Staudämmen Francisco Zarco und Lázaro Cardenas, beide in Durango gelegen, gestaut, die die einst mächtigen Fluten erheblich reduziert haben. Coahuila erhält seinen jährlichen Anteil jedoch im gegenseitigen Einvernehmen zwischen den Landesregierungen. Auf seinem Weg füllt er kleinere Gewässer wie den Palmito-Staudamm (in Torreón) und die Lagunen von Santiaguillo. Der Fluss endet in der inzwischen entwässerten Laguna de Mayrán und den Caimán-Seen in der Region Tlahualilo.

## Ökologie
Die Wasserscheide von Nazas enthält einen beträchtlichen desertierten Lebensraum außerhalb der unmittelbaren Uferzone. Eine große Vielfalt an Flora und Fauna bevölkert das Nazabecken mit einer Vielzahl von einheimischen Sukkulenten. Eine der weit verbreiteten Pflanzen ist die Ocotillo. Eine Reihe von Süßwasserfischen sind im Río Nazas zu finden, darunter Notropis nazas.

## Trivia
Der Fluss war ein wichtiger Drehort für den Film The Wild Bunch (1969). In der berühmten Szene, in der eine Brücke gesprengt wird, ersetzen die Nazas den Rio Grande.
Es gibt einen jährlichen Kajak-Wettbewerb von Rodeo bis Ciudad Lerdo.